# Grant Gondrezick
Grant William Gondrezick (Boulder, 19 de enero de 1963- Stevensville, 7 de enero de 2021) fue un jugador de baloncesto estadounidense. Con 1,96 de estatura, jugaba en la posición de escolta. Es el hermano del exjugador de la NBA Glen Gondrezick.

## Carrera
Destacó como jugador de la Universidad de Pepperdine, durante 4 años, hasta que, en 1986 fue elegido por Phoenix Suns en el puesto 77 de la segunda ronda del Draft de la NBA. 
Nada más comenzar tuvo problemas legales y relacionados con la adicción a las drogas, que le provocaron la inhabilitación de la liga, y se marchó a Francia a fichar por el Caen durante un año. 
Tras pagar la sanción, en 1988 volvió a la NBA fichando por Los Angeles Clippers.
En 1989, se marchó a Europa, y durante varios años pasó por las ligas de Italia y Bélgica, hasta que terminó en 1995 en Argentina, en el Estudiantes de Bahía Blanca.
Al año siguiente viajó a España a fichar por el Fórum Filatélico Valladolid, pero, tras media temporada, volvió a Estudiantes de Bahía Blanca. Finalizó su carrera en 1998, jugando para el CSP Limoges.

### Entrenador
Desde su retirada entrenó a varios equipos de instituto.

## Vida personal
Grant nació en 1963 en Boulder, estado de Colorado.
Su hermano Glen (1955-2009), también jugador profesional, disputó 6 temporadas en la NBA, y falleció de un ataque al corazón a los 53 años.
Su mujer, Lisa Harvey, ganó un título nacional mientras jugaba al baloncesto en Louisiana Tech.
Sus dos hijas también jugaron a baloncesto, Kysre, lo hizo en la WNBA. Y la mayor, Kalabrya, jugó para la universidad de Michigan State.
El 14 de agosto de 2009, Gondrezick se declaró culpable de fraude hipotecario en el área de Houston.

### Muerte
Falleció de forma repentina durante la noche del 7 de enero de 2021, a los 57 años.